# Florida Southern College
Florida Southern College (FSC) est une université située à Lakeland, en Floride. Elle propose des programmes de premier, deuxième et troisième cycles. L'institution se distingue par son grand nombre de réalisations architecturales de Frank Lloyd Wright.

## Histoire
Florida Southern est fondé sous le nom de South Florida Institute à Orlando en 1883 avant de déménager à proximité de Leesburg en 1885,. La création officielle de l'institution a lieu lors de son parrainage par l'Église méthodiste unie. Il devient alors connu sous le nom de Florida Conference College.
Le collège est ensuite relocalisé à Sutherland (aujourd'hui Palm Harbor) en 1901 et devient le Southern College en 1906. Les incendies du début des années 1920 l'oblige à se déplacer à Clearwater Beach, puis finalement à son emplacement actuel à Lakeland en 1922. En 1935, il prend son nom définitif de Florida Southern College.

## Campus
Le campus actuel comprend 70 bâtiments sur 45 ha et abrite de nombreux pavillons de Frank Lloyd Wright. Le district architectural du Florida Southern College est inscrit au registre national des lieux historiques en raison de l'importance historique de ses bâtiments. En 2012, l'institution est devenue un monument historique national des États-Unis. En 2011 et 2012, le collège est élu comme le plus beau campus d'Amérique par The Princeton Review. En septembre 2011, Travel + Leisure le classe également parmi les plus beaux campus des États-Unis.
Florida Southern charge Robert A. M. Stern, doyen du programme d'architecture de Yale, de diriger ses projets d'expansion en 2005. Le Barnett Residential Life Center, conçu par Stern, est inauguré en 2009. Le complexe comprend les halls Nicholas et Wesley et abrite jusqu'à 235 étudiants dans des chambres avec vue sur le lac et s'inscrit dans la ligne des bâtiments existants de Frank Lloyd Wright sur le campus. Le centre technologique Rinker ouvre ses portes en mars 2010. Stern conçoit également le Robert E. Christoverson Humanities et le Becker Business Building.

### Les bâtiments de Frank Lloyd Wright
En 1938, le président du Florida Southern College, Ludd M. Spivey, propose à Frank Lloyd Wright de transformer l'orangeraie au bord du lac en un campus moderne. Le complexe s'appelle Child of the Sun. Le nom vient de l'idée de Wright de supprimer les bâtiments « sans inspiration » du campus existant et de les remplacer par un campus qui, selon Wright, « sortirait du sol et entrerait dans la lumière, un enfant du soleil ». Les bâtiments comprennent :
- Chapelle Annie Pfeiffer[17] (1941).
- Bâtiment Buckner (à l'origine la bibliothèque ET Roux)[18] (1946).
- Bâtiment Ordway[19] (1952).
- Chapelle Danforth[20] (1955).
- Bâtiment scientifique du comté de Polk[21] (communément appelé Polk Science) (1958).
- Bâtiment Watson Fine (1949)é
- Dôme d'eau – partiellement achevé en 1949, entièrement terminé et restauré en 2007 selon les plans originaux de Wright.
- Les Trois Séminaires ou Bâtiment L.A. Raulerson (1942).
- Les Esplanades.
- Sharp Family Tourism and Education Center, également connu sous le nom de Usonian House, un centre d'accueil et un espace d'exposition construit selon les plans de Wright de 1939 pour le logement des professeurs.

## Anciens élèves notables
Parmi les anciens élèves notables figurent des athlètes tels que le voltigeur du baseball majeur Matt Joyce, le joueur de premier but Lance Niekro, le lanceur Rob Dibble, le joueur de champ intérieur Greg Pryor et le lanceur Brett Tomko, ainsi que les golfeurs professionnels Lee Janzen, Rocco Mediate et la championne de l'US Women's Open Kathy Cornelius. De nombreux dirigeants d'industrie des agrumes, des hommes politiques, un secrétaire général de l’OPEP, un porte-parole du département d’État américain, des chefs d'entreprise, des correspondants, des avocats et des évêques figurent également parmi les anciens élèves de l'institution.
Le campus a servi de décor à des films, notamment The Marriage-Go-Round (1961) et The Waterboy (1998).

## Galerie

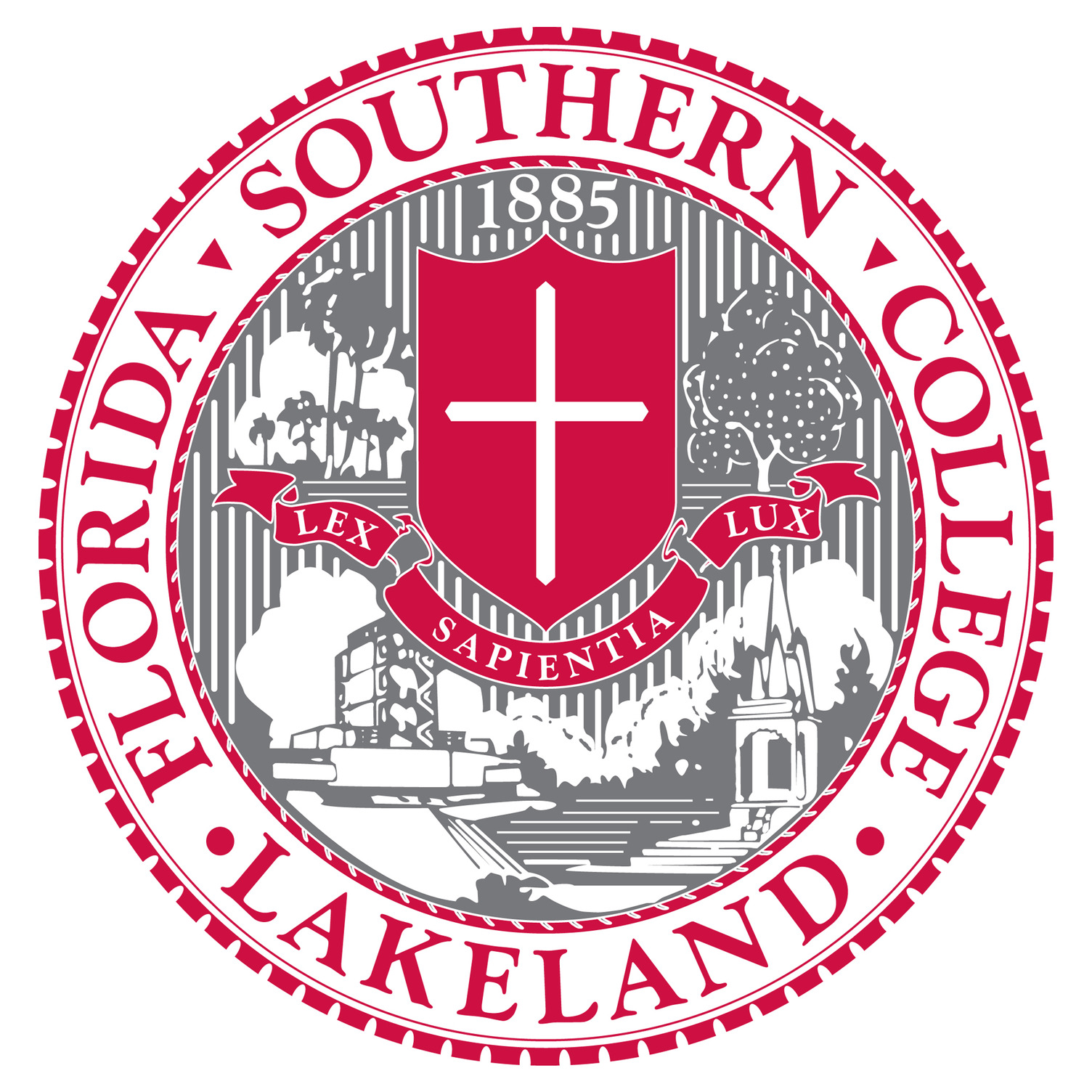
Logo
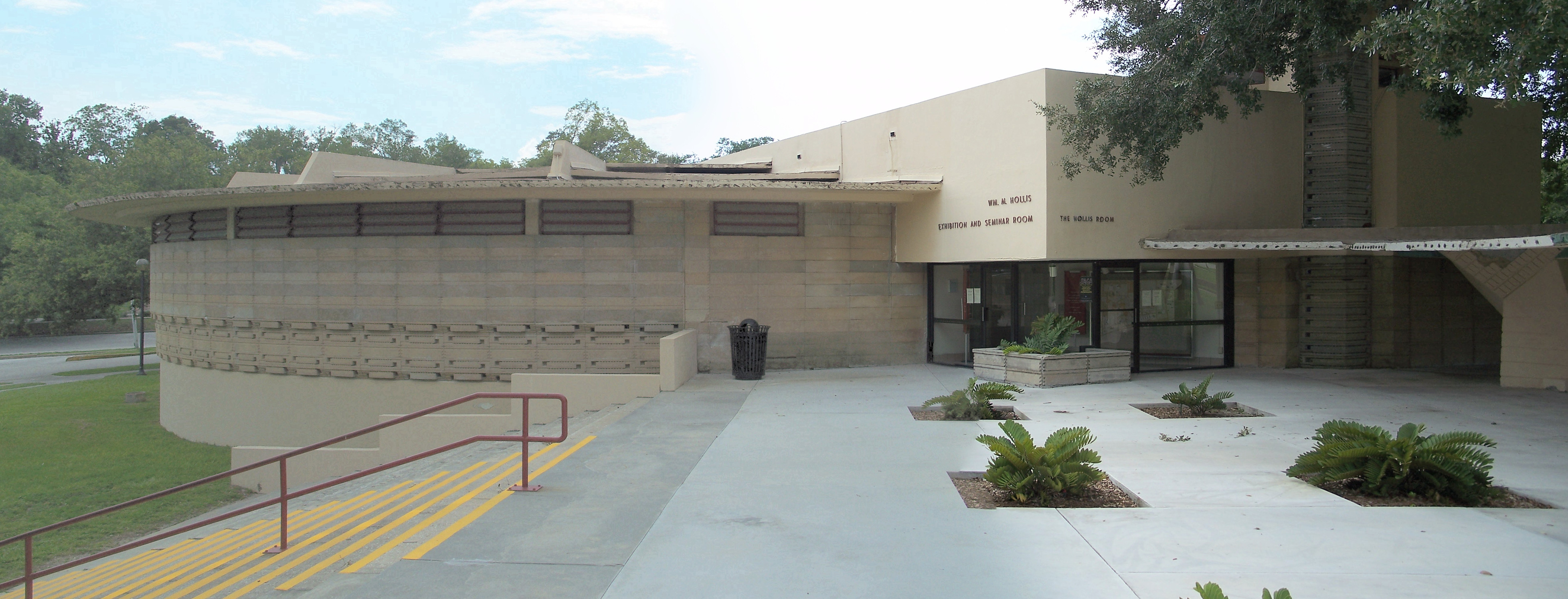
Édifice Buckner
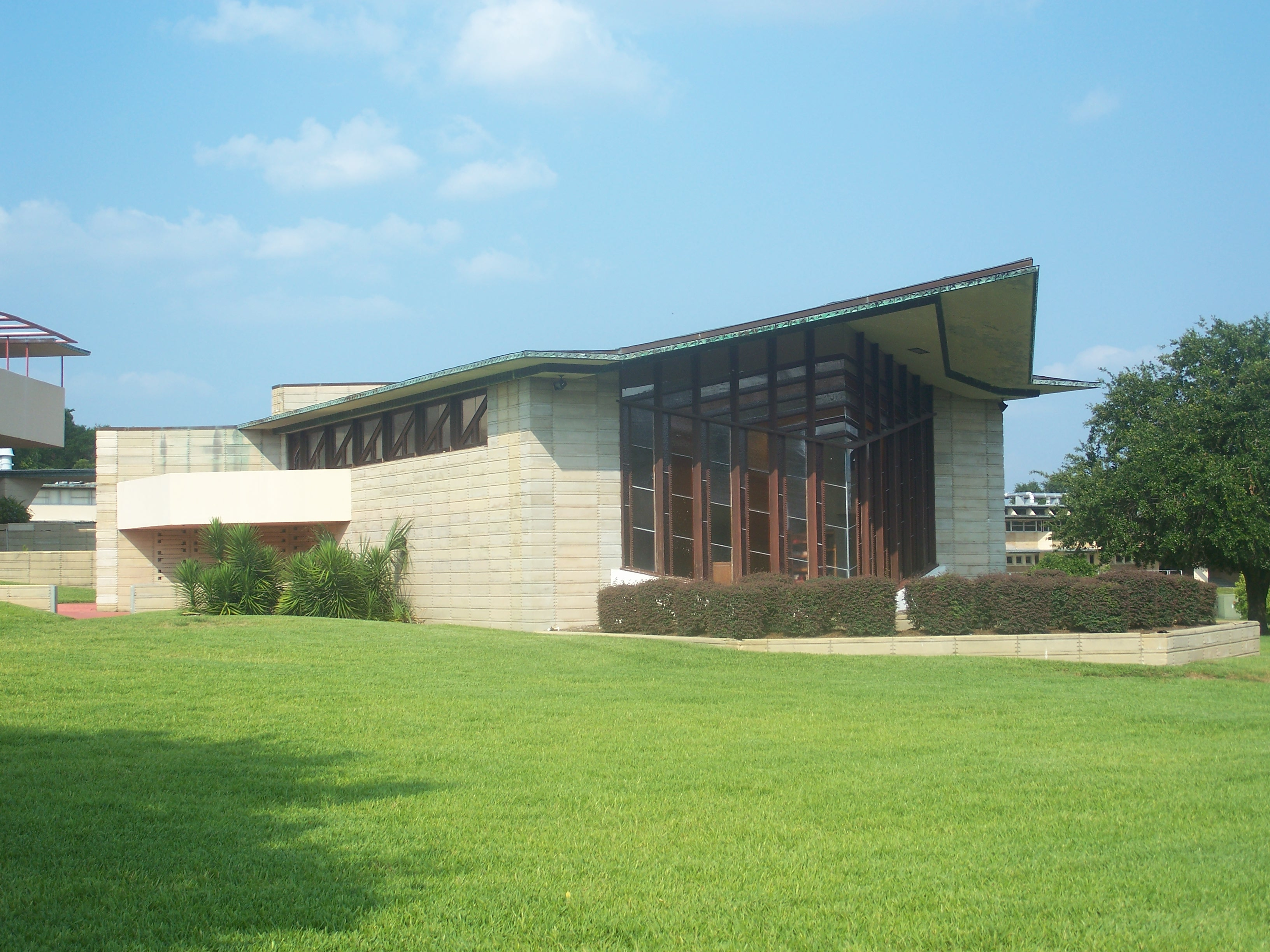
Chapelle Danforth
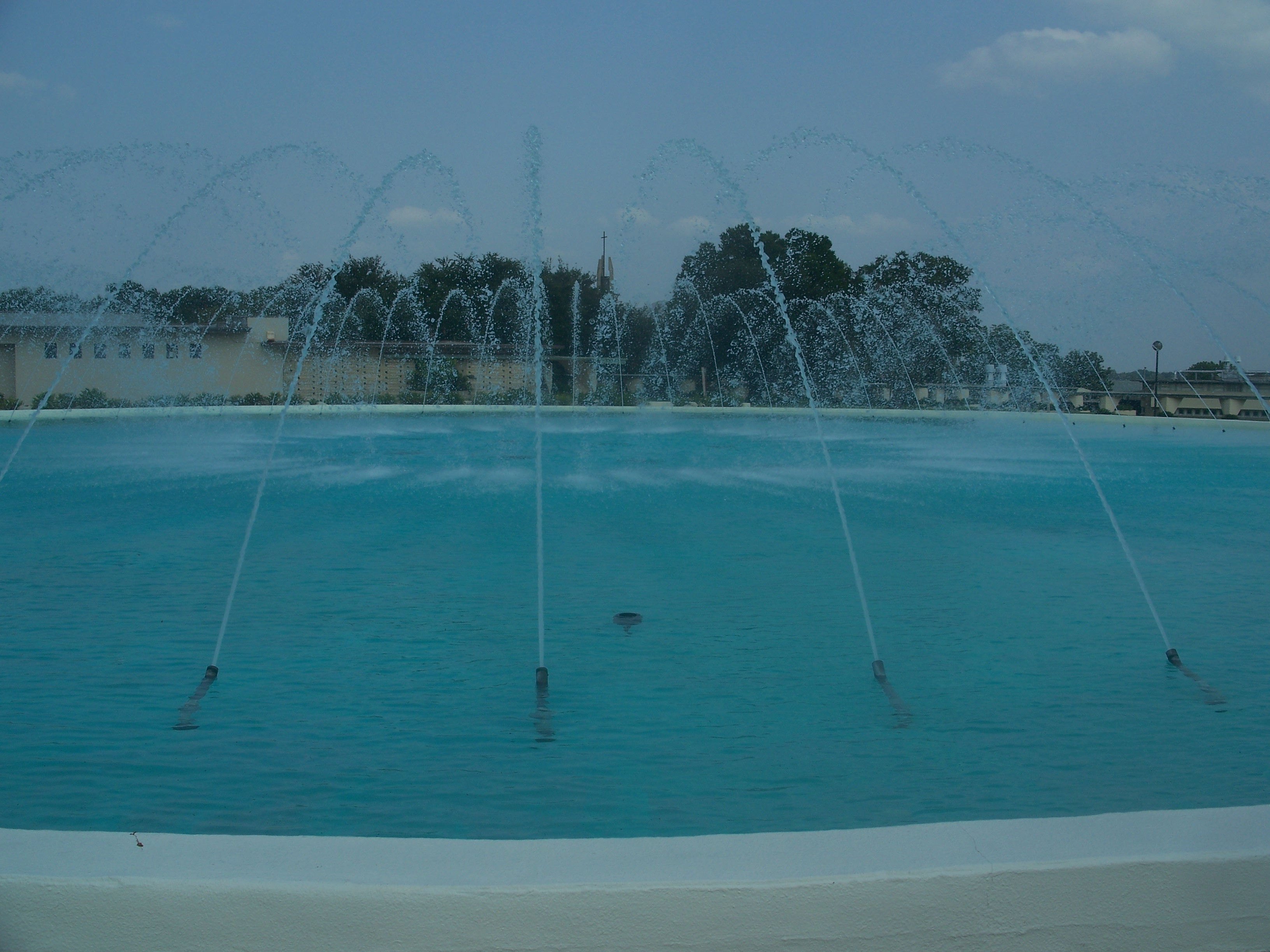
Le dôme d'eau
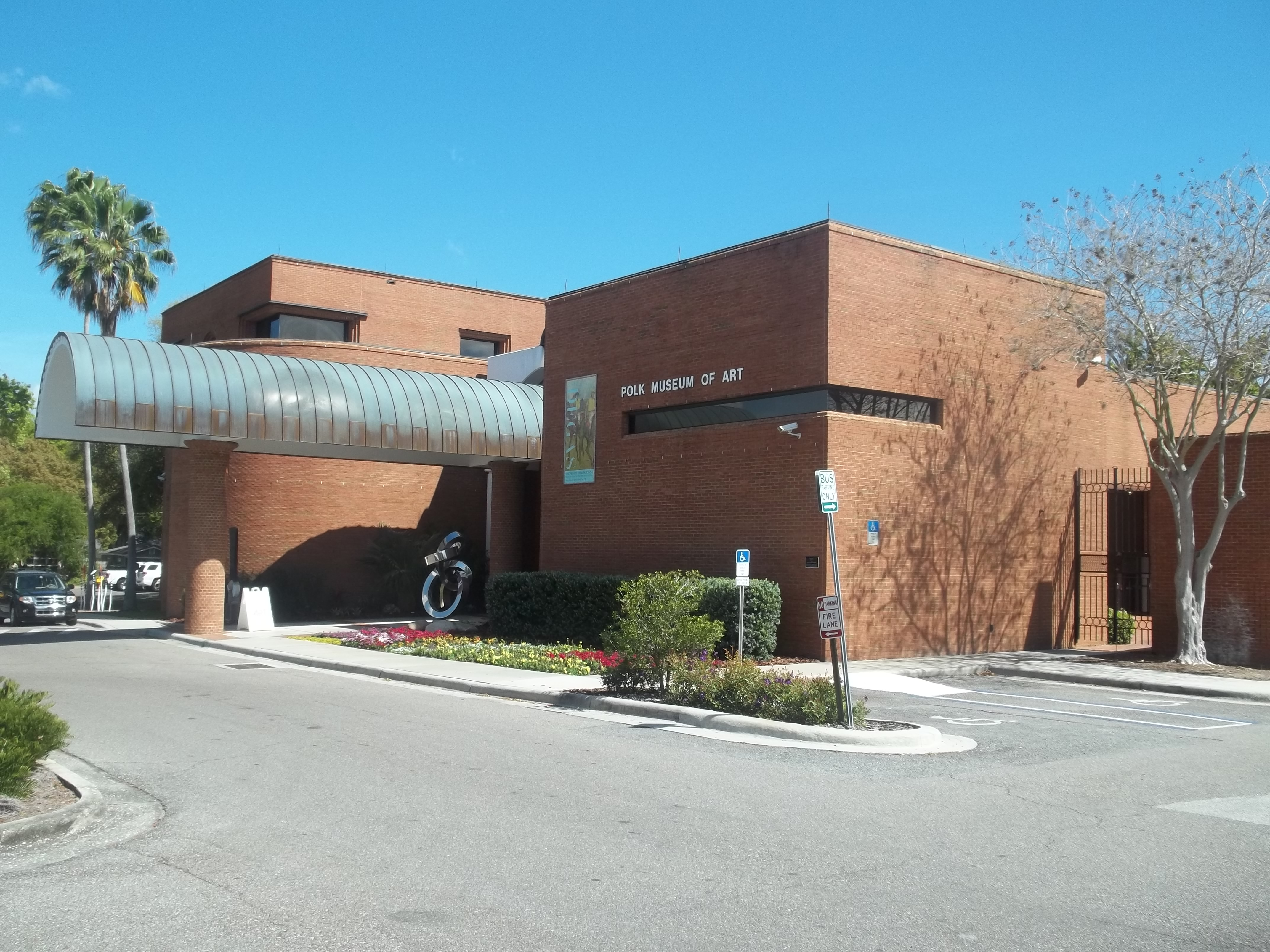
Musée Polk